# NGC 5138
NGC 5138 is een open sterrenhoop in het sterrenbeeld Centaur. Het hemelobject werd op 26 mei 1826 ontdekt door de Schotse astronoom James Dunlop.

## Synoniemen
- OCL 902
- ESO 132-SC7